# Baldur’s Gate: Tales of the Sword Coast
A Baldur's Gate: Tales of the Sword Coast egy kiegészítő csomag a Baldur's Gate című számítógépes fantázia-szerepjátékhoz, melyet a BioWare fejlesztett és az Interplay adott ki 1999-ben. Körülbelül 20-30 extra játékórát ad hozzá a játékhoz, négy új területet és kisebb játékmechanikai újításokat.

## Játékmenet
Miközben a játék megtartotta a Baldur's Gate alapvető játékmechanikáit, és az új területeket a játék térképébe implementálta, pár újítást még tartalmazott.
- A maximálisan megszerezhető tapasztalati pontmennyiség felemelésre került, így a karakterek több szintet léphettek.
- A kezelőfelület apróbb finomhangolásokon esett át.
- Az azonos tárgyakat a játék automatikusan csokorba szedte.
- A még beazonosítatlan tárgyakat kék ragyogással látta el, hogy könnyebb legyen azokat felismerni.
- A tolvaj karakterek képességeiből visszavettek.

Emellett lehetségessé vált, hogy amennyiben végigjátszottuk az alapjátékot, és még megvannak a mentéseink, úgy azokat a játékba újra betöltve tovább folytathassuk a kalandot.

## Történet
Az alapjátékhoz képest több kisebb új helyszín és négy fontosabb került be: Ulgoth's Beard települése, egy rejtélyes sziget a tengeren, a Jégsziget, és Durlag tornya. Fontos, hogy ezeknek a küldetéseknek, még ha az alapjátékkal együtt is játsszuk, nincs kihatásuk a fő sztoriszálra.
Ulgoth's Beard falujában egy Shandalar nevű mágus arra bérel fel minket, hogy hozzunk el a Jégszigetről egy köpenyt. Kérése egyben parancs is, mert azonnal odateleportál minket. Miközben a küldetést teljesítjük, meg kell küzdenünk azokkal, akik csapdába estek a helyen.
Ezután egy Mendas nevű alak kéri a segítségünket egy hajómentő expedícióban, amit balduriak használtak. Egy vihar miatt a csapat is hajótörést szenved és egy szigeten köt ki. A falusiak vezetőjének elmondása szerint vérfarkasok támadnak rájuk, velük kell leszámolni - mind kiderül, a kreatúrák épp a keresett balduri hajó roncsaiból jönnek. A környéken egy tündemágusba botlunk, aki elmondja a hajótörés igazi történetét és azt, hogy a falusiak nem azok, aminek látszanak - valójában ők maguk a vérfarkasok, és meg kell küzdenünk velük. Mikor ennyi kaland után végre visszatérünk Ulgoth's Beard-be, kiderül, hogy Mendas is vérfarkas, és az lett volna a célja velünk, hogy hozzuk el a társait, hogy szabadon garázdálkodhassanak a Kardpart mentén. Mikor megtudja, mit tettünk, ő is átváltozik, ezért le kell győznünk.
A városka kocsmájában egy Hurgan nevű törp egy tőrt szeretne visszaszereztetni velünk Durlag tornyából. Csakhogy a helyet egy erős démonlovag vette uralma alá, és a harcokon túl számos fejtörőt is meg kell oldanunk. De hiába szerezzük meg a tőrt, egy szekta tagjai elveszik tőlünk és elmenekülnek vele. Felkutatásuk után kiderül, hogy már meg is idézték az Aec' Letec nevű démont a segítségével, akivel természetesen végeznünk kell.